# Dänischer Fußballpokal 1994/95
Der Dänische Fußballpokal 1994/95 (unter Sponsorenschaft auch BG Bank Cup) war die 41. Austragung des dänischen Pokalwettbewerbs der Männer. Er wurde vom dänischen Fußballverband ausgetragen. Das Finale fand traditionell am Himmelfahrtstag (25. Mai 1995) im Parken von Kopenhagen statt. Pokalsieger wurde der FC Kopenhagen, der sich im Finale gegen AB Gladsaxe durchsetzte.
Das Halbfinale wurde in Hin- und Rückspiel entschieden. In den anderen Runden wurden die Begegnungen in einem Spiel ausgetragen. Bei unentschiedenem Ausgang wurde zur Ermittlung des Siegers eine Verlängerung gespielt. Stand danach kein Sieger fest, folgte ein Elfmeterschießen.

## 1. Runde
Es nahmen 46 Mannschaften von der 3. Division abwärts und 2 Teams aus der 2. Division 1993/94 teil.

## 2. Runde
Teilnehmer waren die 24 Sieger der ersten Runde und 16 Mannschaften der 2. Division 1993/94 West und Ost.
|                     | Ergebnis  |                            |
| ------------------- | --------- | -------------------------- |
| Albertslund IF      | 2:4       | Helsingør IF               |
| BK Avarta           | 0:3       | Hellerup IK                |
| IF Skjold Birkerød  | 13:20     | Rikken FC                  |
| Bramming BK         | 1:4       | Nørre Aaby IK              |
| Hammerum IF         | 1:3       | Vejen SF                   |
| Holbæk B&I          | 4:3 n. V. | FC Fredericia              |
| Kastrup BK          | 0:2       | Harlev IK                  |
| Kolding IF          | 1:2       | IK Aalborg Chang           |
| Køge BK             | 7:4       | Nykøbing Falster Alliancen |
| Møns FK             | 1:6       | Greve IF                   |
| FK Prespa           | 6:5       | Humlebæk BK                |
| Randers SK Freja    | 1:3       | Dalum IF                   |
| Roskilde BK         | 1:0       | Ryvang FC                  |
| Svendborg fB        | 4:0       | Haderslev FK               |
| Sædding/Guldager IF | 5:1       | Faaborg B&I                |
| Søllerød BK         | 5:8       | Vordingborg IF             |
| Tjørring IF         | 2:3       | Aarhus Fremad              |
| Vanløse IF          | 3:2       | Glostrup IF 32             |
| Varde IF            | 1:0       | IF Hasle Fuglebakken       |
| Vildbjerg SF        | 2:0       | Hjørring AIK Frem          |

## 3. Runde
Teilnehmer: Die 20 Sieger der zweiten Runde, fünf Teams der 2. Division 1993/94, sowie sieben Vereine aus der 1. Division 1993/94.
|                     | Ergebnis              |                |
| ------------------- | --------------------- | -------------- |
| B.93 Kopenhagen     | 4:2                   | Ølstykke FC    |
| IF Skjold Birkerød  | 2:1 n. V.             | Herlev IF      |
| Helsingør IF        | 1:0                   | Brønshøj BK    |
| Herning Fremad      | 4:0                   | AC Horsens     |
| Hellerup IK         | 4:6                   | Holbæk B&I     |
| Holstebro BK        | 1:1 n. V. (7:8 i. E.) | Nørresundby BK |
| Hvidovre IF         | 4:2                   | Greve IF       |
| Køge BK             | 0:0 n. V. (3:4 i. E.) | Roskilde BK    |
| FK Prespa           | 2:1                   | Vanløse IF     |
| Svendborg fB        | 4:2                   | B 1913 Odense  |
| Sædding/Guldager IF | 1:2                   | Aarhus Fremad  |
| Varde IF            | 0:1                   | Vejen SF       |
| Vejle BK            | 0:6                   | Esbjerg fB     |
| Vildbjerg SF        | 1:3                   | Dalum IF       |
| Vordingborg IF      | 2:4                   | AB Gladsaxe    |
| IK Aalborg Chang    | 3:1                   | Nørre Aaby IK  |

## 4. Runde
Teilnehmer: Die 16 Sieger der dritten Runde, die zwei besten Teams in der Frühlingsserie der 1. Division 1994, sowie sechs Vereine der Superliga 1993/94.
|                    | Ergebnis              |                 |
| ------------------ | --------------------- | --------------- |
| AB Gladsaxe        | 5:3 n. V.             | Hvidovre IF     |
| IF Skjold Birkerød | 4:3                   | Næstved IF      |
| Esbjerg fB         | 4:1                   | Holbæk B&I      |
| Fremad Amager      | 5:1                   | Vejen SF        |
| Herfølge BK        | 4:2                   | Ikast FS        |
| Lyngby BK          | 3:3 n. V. (5:3 i. E.) | Aarhus GF       |
| Nørresundby BK     | 0:5                   | Aalborg BK      |
| FK Prespa          | 4:4 n. V. (4:2 i. E.) | Dalum IF        |
| Svendborg fB       | 2:3                   | Helsingør IF    |
| Viborg FF          | 2:1                   | Herning Fremad  |
| IK Aalborg Chang   | 1:0 n. V.             | B.93 Kopenhagen |
| Roskilde BK        | 1:5                   | Roskilde BK     |

## 5. Runde
Teilnehmer: Die 12 Sieger der vierten Runde und die besten vier Vereine der Superliga 1993/94.
|                    | Ergebnis  |                  |
| ------------------ | --------- | ---------------- |
| AB Gladsaxe        | 3:1       | Roskilde BK      |
| IF Skjold Birkerød | 3:0       | IK Aalborg Chang |
| Brøndby IF         | 5:4       | Viborg FF        |
| Esbjerg fB         | 0:1 n. V. | Lyngby BK        |
| FC Kopenhagen      | 2:1       | Fremad Amager    |
| Helsingør IF       | 0:5       | Aalborg BK       |
| FK Prespa          | 0:5       | Odense BK        |
| Silkeborg IF       | 2:5       | Herfølge BK      |

## Viertelfinale
Teilnehmer: Die 8 Sieger der vierten Runde.
|             | Ergebnis |                    |
| ----------- | -------- | ------------------ |
| AB Gladsaxe | 1:0      | Brøndby IF         |
| Herfølge BK | 2:4      | FC Kopenhagen      |
| Lyngby BK   | 2:4      | Aalborg BK         |
| Odense BK   | 2:1      | IF Skjold Birkerød |

## Halbfinale
|               | Gesamt    |            | Hinspiel | Rückspiel |
| ------------- | --------- | ---------- | -------- | --------- |
| AB Gladsaxe   | (a)1:1(a) | Odense BK  | 0:0      | 1:1       |
| FC Kopenhagen | 2:0       | Aalborg BK | 2:0      | 0:0       |

## Finale
| Paarung        | FC Kopenhagen – AB Gladsaxe |
| Ergebnis       | 5:0 (1:0) |
| Datum          | 25. Mai 1995 |
| Stadion        | Parken, Kopenhagen |
| Zuschauer      | 20.536 |
| Schiedsrichter | Knud Erik Fisker |
| Tore           | 1:0 Christian Lønstrup (12.) 2:0 Lars Højer Nielsen (67.) 3:0 Iørn Uldbjerg (70.) 4:0 Lars Højer Nielsen (81.) 5:0 Michael Johansen (90.) |
| FC Kopenhagen  | Per Poulsen – Michael Nielsen, Diego Tur, Ole Tobiasen – Carsten Vagn Jensen, Lars Højer Nielsen, Christian Lønstrup, Per Frandsen (71. Morten Nielsen) – Iørn Uldbjerg, Martin Johansen, René Tengstedt (46. Michael Johansen). Cheftrainer: Benny Johansen |
| AB Gladsaxe    | Henrik Liebach – Michael Porsager, Thomas Schønnemann, Stig Jensen, Jan Bjur (68. Ugo de Lorenzo) – Peter Rasmussen, René Henriksen, Kenneth Perez, Thomas Raaschou – Jesper Falck, Claus Andersen (46. Asaf Fazal). Cheftrainer: Johnny Petersen            |